# One Heart
A One Heart Céline Dion 10. angol nyelvű (és összesen a 37.) albuma, mely a hároméves A New Day… Live in Las Vegas című nagyszabású előadássorozatának nyitólemeze volt. 2003. március 24-én került a boltokba.

## Album információk
Angol nyelvű stúdióalbum, melyen 12 vadonatúj és 2 régebbi felvétel hallható, köztük egy Jean-Jacques Goldman dal (Je t'aime encore) is. Az album egyik kulcsnótája az első kislemezre kimásolt dal, az I drove all night, mely egy Roy Orbison klasszikus átirata. A One Heart megjelenése Céline Dion hatalmas sikerű, A New Day… Live in Las Vegas című showját volt hivatott népszerűsíteni. A különleges előadássorozat során a művésznő három év alatt 600 koncertet adott az ő elképzelése szerint elkészített, 4000 fő befogadására alkalmas Las Vegas-i Caesars Palace hotel Colosseum elnevezésű amfiteátrumában.

## Kislemezek
- I Drove All Night
- One Heart
- Have You Ever Been In Love
- Stand By Your Side (USA)
- Faith (Kanada)

## Számok
- 01. I Drove All Night
- 02. Love Is All We Need
- 03. Faith
- 04. In His Touch
- 05. One Heart
- 06. Stand By Your Side
- 07. Naked
- 08. Sorry For Love (2003 Version)
- 09. Have You Ever Been In Love
- 10. Reveal
- 11. Coulda Woulda Shoulda
- 12. Forget Me Not
- 13. I Know What Love Is
- 14. Je T'aime Encore

## Külső hivatkozások
- Magyar Rajongói Oldal
- Magyar Rajongói Fórum
- Hivatalos angol – francia nyelvű oldal
- CelineManiacs – videóklipek, interjúk stb. Archiválva 2014. december 19-i dátummal a Wayback Machine-ben
- Celine Smiles érdekességek, képek, ritkaságok